# 克氏棘蛇胎鳚
克氏棘蛇胎鳚（學名：Sticharium clarkae），為輻鰭魚綱䲁形目胎䲁科棘蛇胎鳚屬的一個種，種名是為了紀念馬里蘭大學的魚類學家尤金妮·克拉克（Eugenie Clark，1922-2015），分布於印度西太平洋澳洲南部海域，深度5至10公尺，本魚體延長，下頷突出，體深褐色至黑色，背部有一條寬闊的淺色條紋，從眼睛上方延伸到尾根，中間有較大的白色斑點，嘴唇、腹部、背鰭和臀鰭呈乳白色，尾鰭呈棕色，有不規則的淺色邊緣，背鰭硬棘33-37枚、背鰭軟條7-11枚、臀鰭硬棘2枚、臀鰭軟條29-31枚，體長可達8公分，棲息在沿海沙底質淺水域，雌魚產附著性卵，雄魚會守護卵，幼魚為浮游性，生活習性不明。